# Partido judicial de Madrid
El partido judicial de Madrid es uno de los 21 partidos judiciales en los que se divide la Comunidad de Madrid, recibiendo el número 11. Se circunscribe al término municipal de la ciudad de Madrid, dando servicio a una población de más de 3 millones de habitantes. Cuenta con 54 juzgados de instrucción, seis de vigilancia penitenciaria, 24 de violencia contra la mujer, siete de menores, 37 de lo penal, cinco de ejecución penal, doce de lo mercantil y 101 de primera instancia, entre otros.